# Mountain Center
Mountain Center è un census-designated place (CDP) degli Stati Uniti d'America, situato nello stato della California, nella contea di Riverside, nelle Montagne di San Jacinto.

## Governo
Federale:
- Nel legislatore dello stato della California, Mountain Center è nel 36 ° distretto congressuale della California.

Stato:
- Mountain Center è nel 28 ° distretto del Senato, e nel 71 ° distretto dell'Assemblea.